# Temple de Neptú

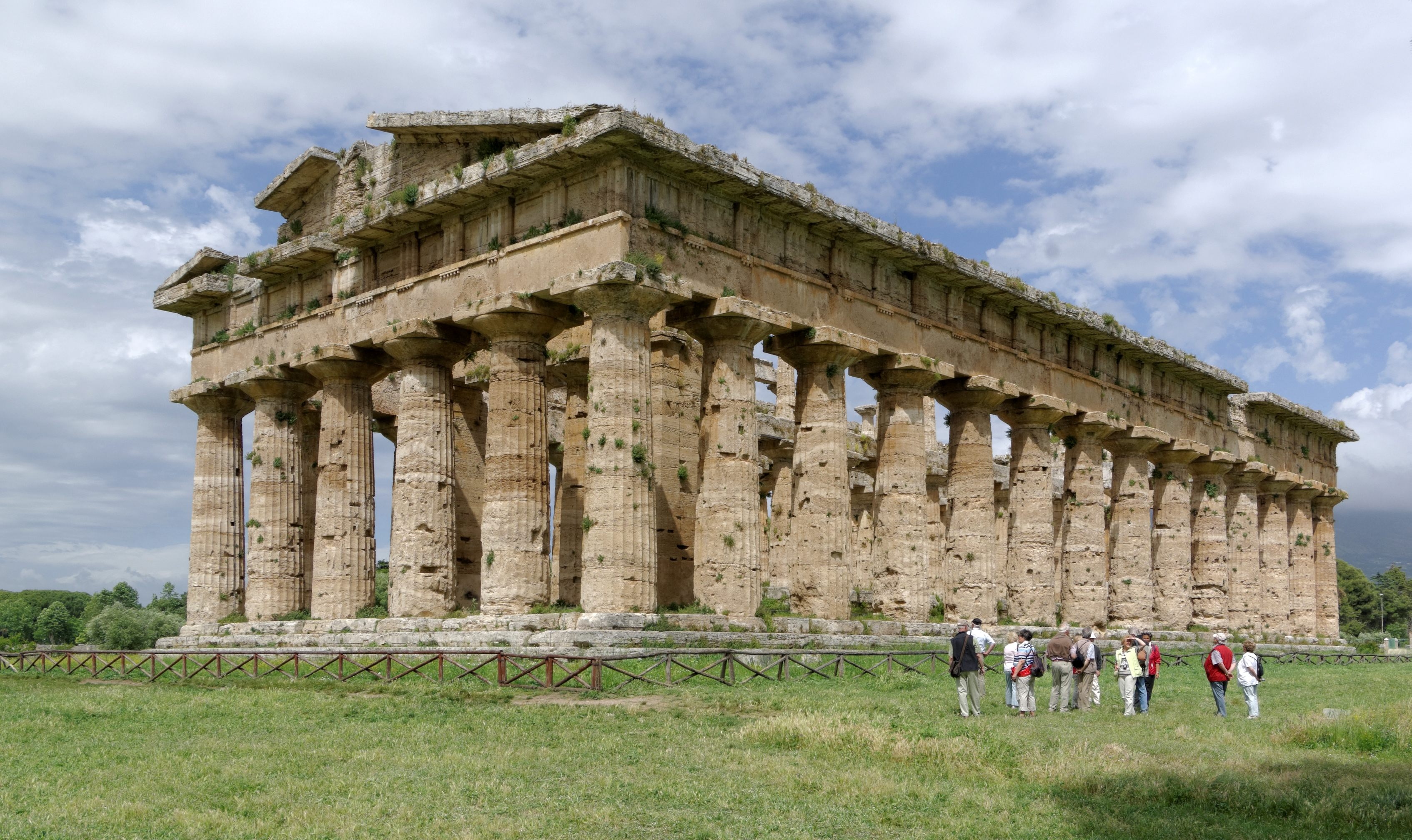
Temple de Neptú o d'Hera

El Temple d'Hera II (Hera, en grec, Ἥρα), també dit Temple de Posidó o Temple de Neptú, va ser erigit a la polis de la Magna Grècia de Posidònia (coneguda en llatí com Paestum) a la meitat del segle v. Es troba al comune de Capaccio a Itàlia.
El nom del Temple de Neptú, data del segle xviii i és per una equivocació, en realitat està dedicat a Hera.
Forma part del Patrimoni de la Humanitat, segons la UNESCO.
Actualment es troba molt ben conservat gràcies al secular abandonament d'aquest lloc per cula de la malària ja des del segle primer de l'era cristiana.

## Descripció
És un temple (24,14 x 59,98 m) d'ordre dòric, amb 6 columnes a cada costat i una peristasi de 6x14 columnes. S'aixeca sobre un crepidoma de tres graons.
L'espai intern està constituït d'una naos dotada d'una pronao i opistodom simètrics.